# Relations entre les Palaos et l'Union européenne
Les relations entre les Palaos et l’Union européenne reposent notamment sur les accords avec les pays ACP. 

## Historique
En 2017, l'Union européenne place les Palaos sur la liste noire des États ayant en place un système permettant l'évasion fiscale.

## Aide au développement
Depuis 2000, le pays a bénéficié de 6 millions d’euros au titre du Fonds européen de développement. Pour la période 2008-2013, un total de 2,9 millions d'euros ont été octroyés aux Palaos. L'aide a pour but de soutenir le développement des énergies renouvelables, la conservation de l'environnement et les négociations sur le changement climatique.

## Sources

## Compléments